# Tongxiang
Tongxiang (en chino:桐乡市, pinyin:tóngxiāng shì) es una ciudad-condado bajo la administración directa de la ciudad-prefectura de Jiaxing en la Provincia de Zhejiang, República Popular China. Se ubica en la llanura Jiaxing-Huzhou a una altitud promedio de 7 m s. n. m. por donde pasa el Gran Canal. Su área es de 727 km² y su población total es de 815 848, según el censo proyectado a 2010.

## Administración
La ciudad-condado de Tongxiang se divide en 12  pueblos que se administran en 3 subdistritos y 9 poblados:
- Subdistrito Wutong (梧桐街道), sede de administración
- Subdistrito Fengming (凤鸣街道)
- Subdistrito Longxiang (龙翔街道)
- Poblado Puyuan (濮院镇)
- Poblado Tudian (屠甸镇)
- Poblado Gaoqiao (高桥镇)
- Poblado Heshan (河山镇)
- Poblado Wuzhen (乌镇镇)
- Poblado Shimen (石门镇)
- Poblado Dama (大麻镇)
- Poblado Chongfu (崇福镇)
- Poblado Zhouquan (洲泉镇)
- Poblado Tongfu (同福乡)

## Economía
Tongxiang se encuentra en una llanura donde es bañada por el Gran Canal de China, eso genera tierras fértiles ideal para la agricultura, la ciudad ha desarrollado sus cultivos en el arroz, el trigo, entre otros cereales. Es una de las mayores plazas de suéter de lana en toda China, en 2006, Tongxiang vendió más de 600 millones de suéteres.
Tongxiang es famosa por ser cuna de Mao Dun, un escritor contemporáneo de los mayores en lengua china del siglo XX, la ciudad se beneficia con más de diez mil turistas anuales, primer lugar de la provincia. 
La ciudad tiene sucursales de varias empresas estadounidensas como  Walmart, McDonalds,  Pizza Hut y KFC, algunos restaurantes coreanos y japoneses, y varias firmas de  procedentes de Asia y Europa.
Educación canadiense
En Tongxiang hay un programa con alianza canadiense llamado Jiaxing Grand Canadian Academy at Maodun Senior High School. La escuela ofrece el programa de graduación de la secundaria en Columbia Británica, Canadá, que culmina con la entrega del diploma Dogwood. En la escuela se matricula estudiantes locales y emplea solamente extranjeros, maestros certificados para enseñar todas las asignaturas en inglés (historia de Canadá, matemáticas, ciencias, inglés, educación física, etc.) La escuela está en un campus en expansión con características modernas (gimnasio, pista de atletismo, laboratorios de ciencias, etc.). La escuela abrió sus puertas en 2005.